# Santa Cecilia in Trastevere

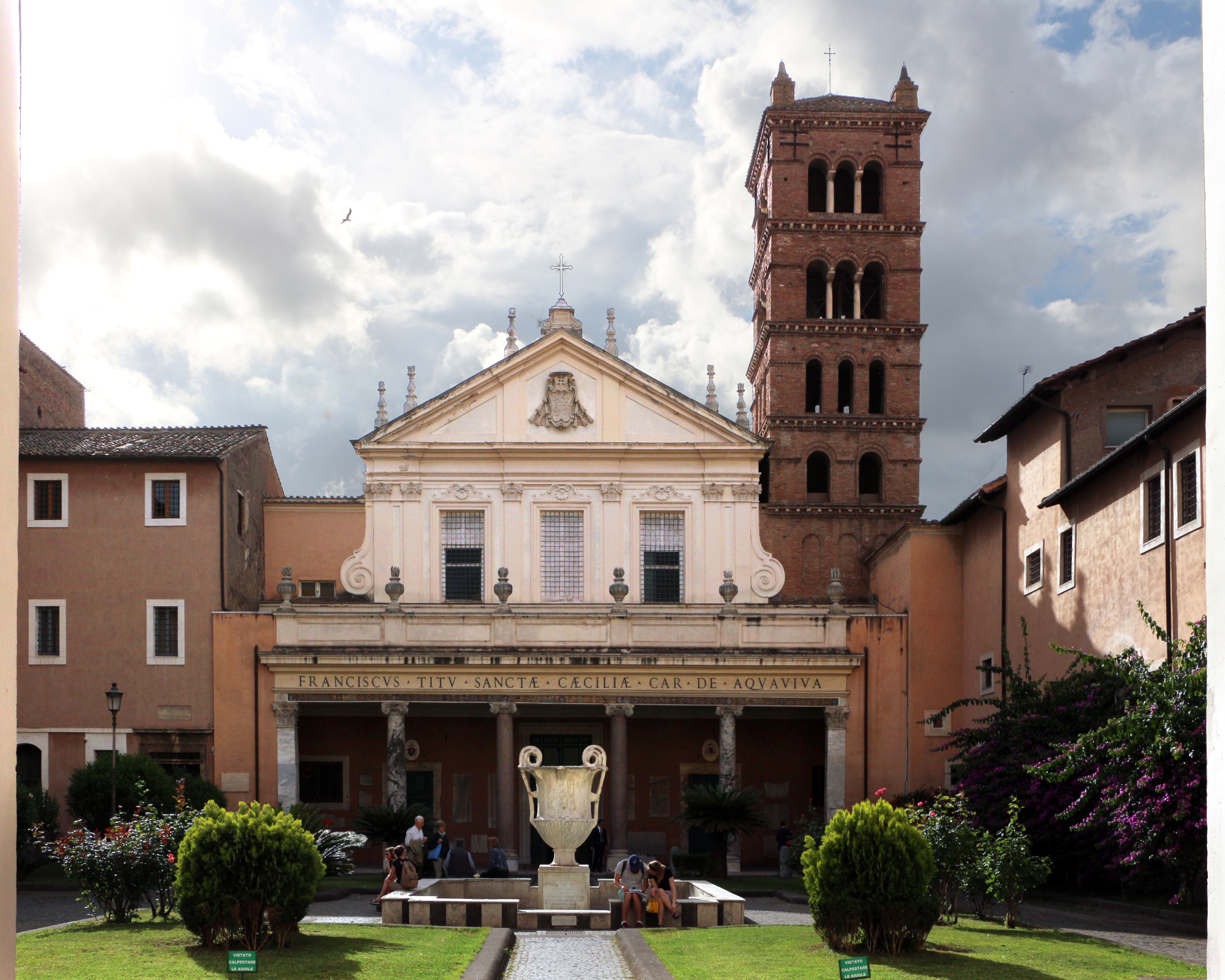
Santa Cecilia in Trastevere

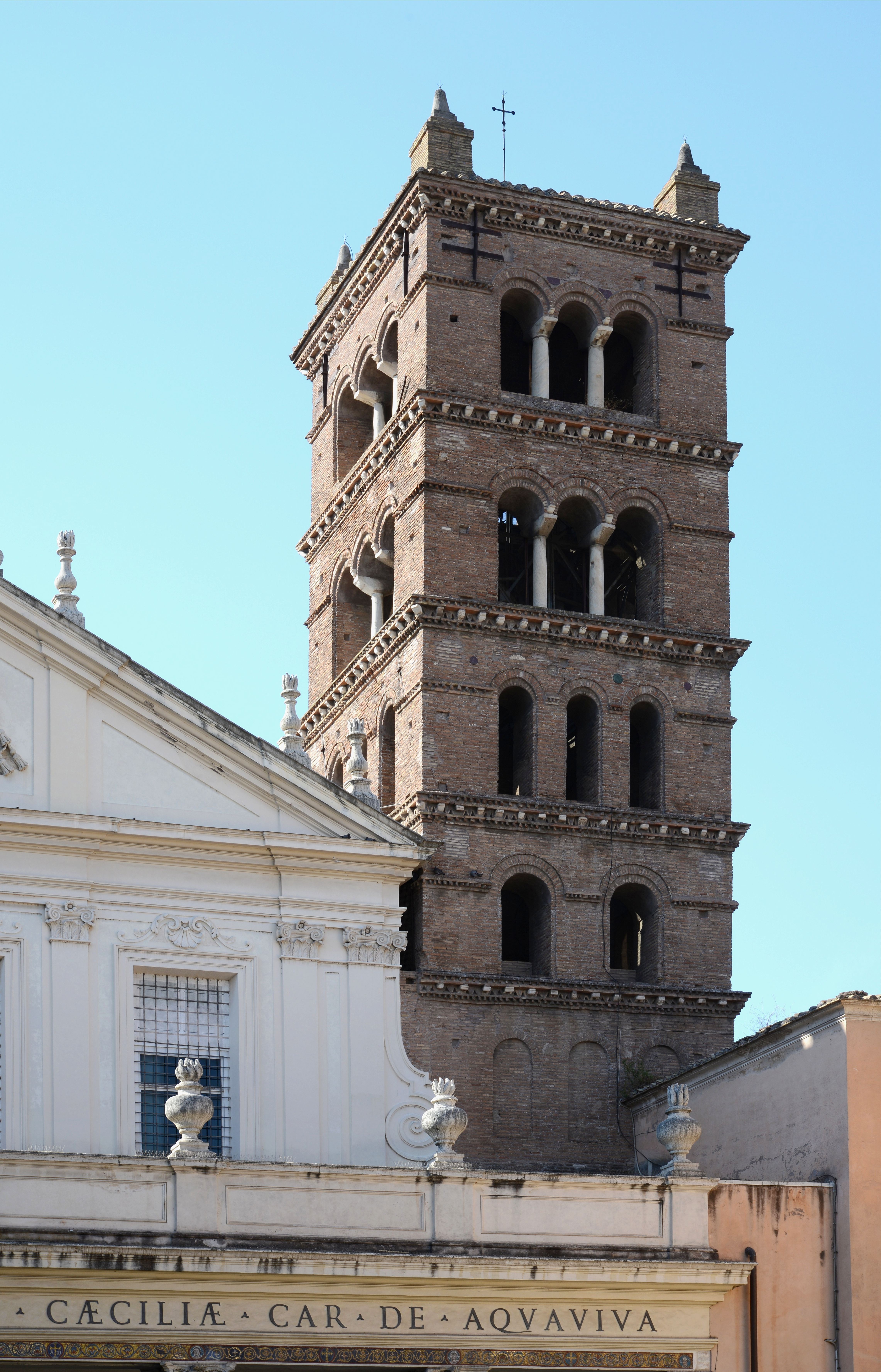
Campanile

Santa Cecilia in Trastevere (lateinisch Sanctae Ceciliae trans Tiberim) ist eine der heiligen Cäcilia geweihte Titelkirche in Rom. Sie gehört zu den Basilicae minores und wurde westlich des Tibers in Trastevere errichtet.

## Geschichte
Laut dem wohl Ende des 5. Jahrhunderts verfassten Märtyrerbericht über die heilige Caecilia, der passio sanctae Caeciliae virginis et martyris, erlitt die römische Patrizierin Cäcilia am Ort des Kirchenbaus den Märtyrertod. Auf dem Sterbebett habe sie Papst Urban überzeugt, ihr Wohnhaus als Kirche zu weihen. Ausgrabungen im Kircheninnern am Ende des 19. Jahrhunderts brachten Fundamente eines Atriumhauses aus dem 2. Jahrhundert v. Chr. zutage, das von einer kaiserzeitlichen, wohl im 2. Jahrhundert errichteten und im 3. Jahrhundert umgebauten Insula, einem Wohnblock mit Mietwohnungen und Geschäften, samt Apsidenhalle und Brunnen überbaut wurde.

### Vorgängerbauten
Eine erste Kirche könnte zwischen 379 und 464 entstanden sein, wie aus einer fragmentierten Inschrift zu schließen ist. Sie gehörte zu einem Epitaph, wurde im mittelalterlichen Fußboden der Kirche wiederverwandt und erwähnt die frühchristliche Kirche sancta Caecilia zum ersten Mal. In den römischen Synodalakten von 499 unterschrieben ein Presbyter Bonifatius des titulus Caeciliae und ein Presbyter Marcianus des titulus sanctae Caeciliae, die die Titelkirche der heiligen Caecilia betreut haben müssen. Laut der um 640 entstandenen zweiten Edition des Liber Pontificalis beging Papst Vigilius am 22. November 545 das Titularfest der Kirche Santa Cecilia in Trastevere, als er von den Gesandten des Kaisers Justinian I. gefangengesetzt wurde. Das wohl im frühen 7. Jahrhundert zusammengestellte Martyrologium Hieronymianum nennt verschiedene Festtage, an denen der Märtyrin Caecilia gedacht wurde, darunter auch den 22. November. Weitere Erkenntnisse über diese Kirche gibt es nicht.
Nördlich der Kirche war in der ehemaligen Apsidenhalle Anfang des 5. Jahrhunderts ein quadratisches Baptisterium mit außen sechseckigem und innen rundem Taufbecken eingerichtet worden, wovon Fundamente und Wandmalereien des 6. bis 9. Jahrhunderts gefunden wurden. Dieses Baptisterium ist Anfang des 16. Jahrhunderts mit einer Reliquienkapelle (heute Sakristei) überbaut worden; im Jahr 1723 wurde an anderer Stelle eine neue Reliquienkapelle in barocken Formen errichtet.

### Basilika des 9. Jahrhunderts und deren Weiterentwicklung
Im Jahr 820 wurden in den Calixtus-Katakomben an der Via Appia außerhalb von Rom die mutmaßlichen Gebeine der Heiligen gefunden, die lange Zeit als verschollen gegolten hatten. Daraufhin ließ Papst Paschalis den Neubau einer dreischiffigen Basilika ausführen. Sie war nach Westen gerichtet und hatte eine Ringkrypta mit Confessio, in die die Gebeine der Heiligen überführt wurden. Mittelschiff und Seitenschiffe waren getrennt durch je zwölf Säulen mit ionischen Basen und korinthischen Kapitellen, die Arkaden trugen. Über jeder Arkade war ein Rundbogenfenster; das Mittelschiff hatte einen offenen Dachstuhl. Zu der Basilika gehörten Narthex, Portikus und Atrium. Gleichzeitig wurde auch das angrenzende Kloster zu Ehren der Heiligen Cäcilia und Agatha gegründet.
In der Folgezeit wurde die Kirche mehrfach umgestaltet. Der leicht geneigte Campanile entstand um 1125. Am Portikus tragen vier ionische Säulen und zwei Eckpfeiler einen Architrav mit einem Mosaikband des 12. Jahrhunderts: Das Rundbild mit Kreuz und Alpha und Omega in der Mitte wird gerahmt von Porträtmedaillons der Heiligen Cäcilia, Agatha, Tiburtius, Urban und Lucius. Im 13. Jahrhundert erfolgte die Ausschmückung der Kirche mit Fresken durch Pietro Cavallini.
Das Atrium wurde durch einen Vorhof mit Garten ersetzt; an Stelle des alten Reinigungsbrunnens in der Mitte des Atriums hat man 1929 ein Brunnenbecken angelegt und darin eine große Brunnenschale in Form einer griechischen Henkelvase (Cantharus) aus dem 2. Jahrhundert aufgestellt.
1741 wurde im Zuge der Barockisierung der Kirche die Westfassade nach den Plänen von Ferdinando Fuga errichtet. Mittlerweile ist das Innere durch eine historistische Renovierung des 19. Jahrhunderts geprägt. Die Restaurierungsmaßnahmen des 16. bis 20. Jahrhunderts haben zwar nur geringfügig in die Bausubstanz eingegriffen, verdecken aber die Bauformen des 9. Jahrhunderts so sehr, dass der ursprüngliche Eindruck von Raum und Einzelformen verloren ist.

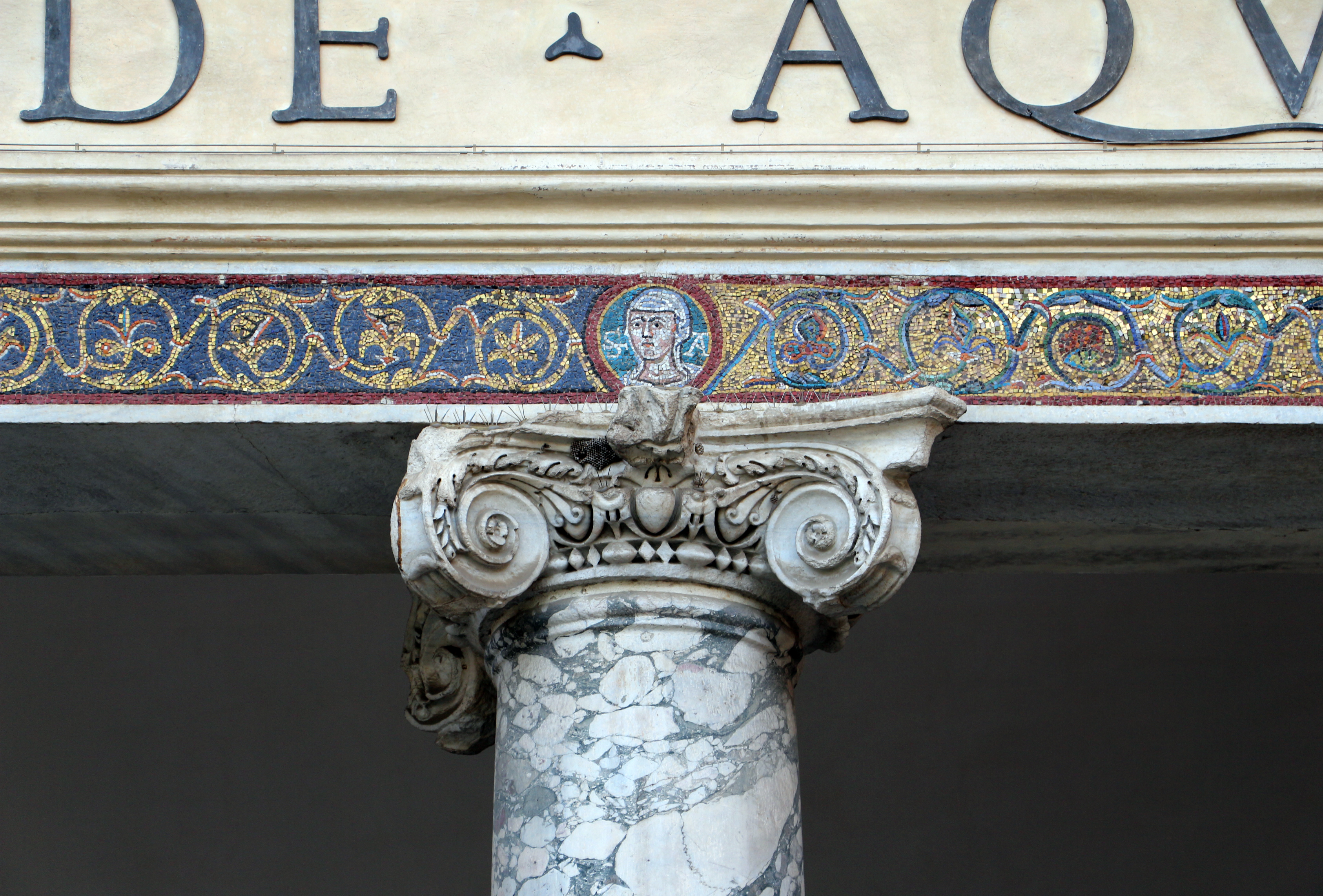
Architrav des Portikus aus dem 12. Jh.
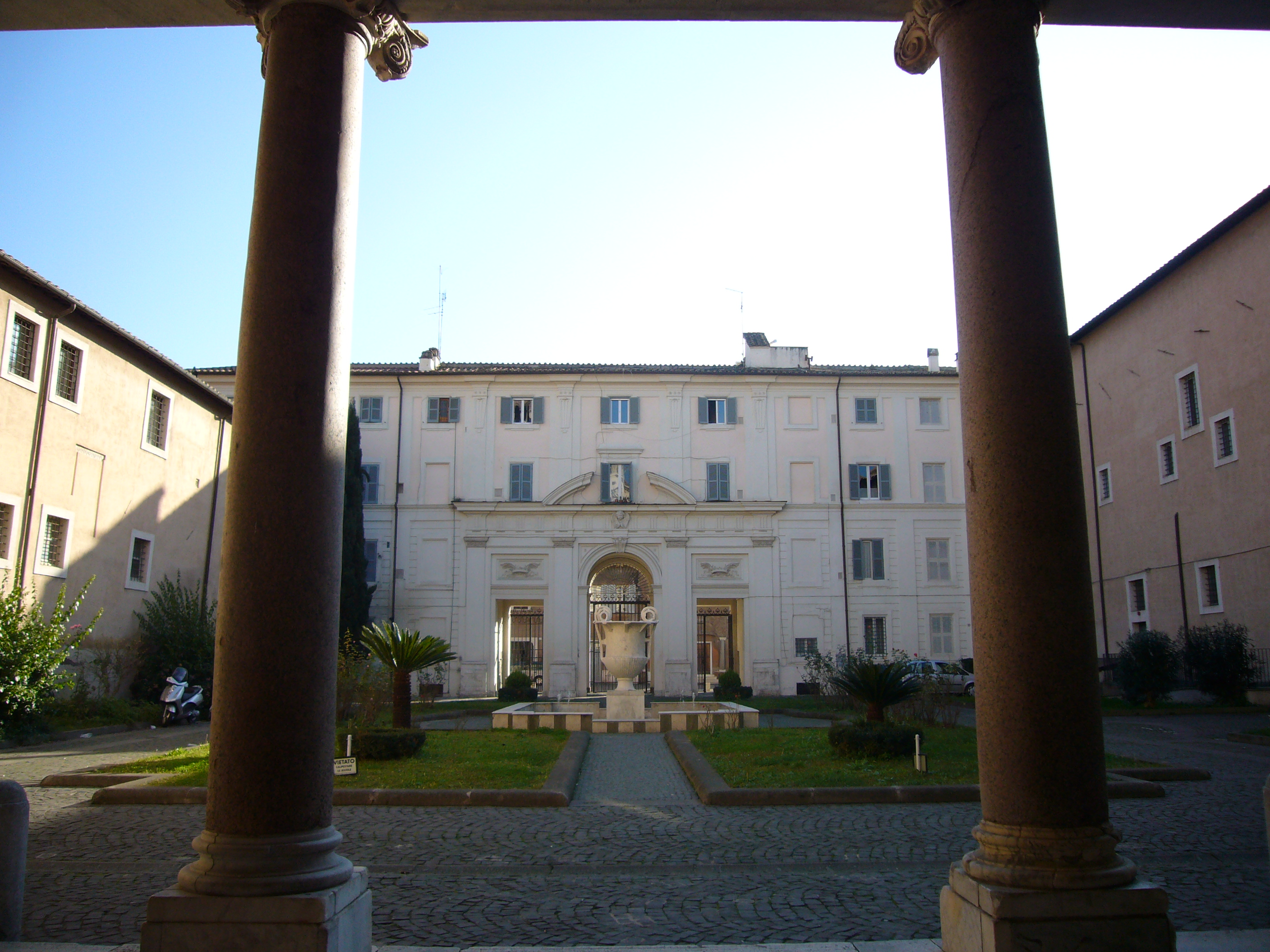
Innenhof
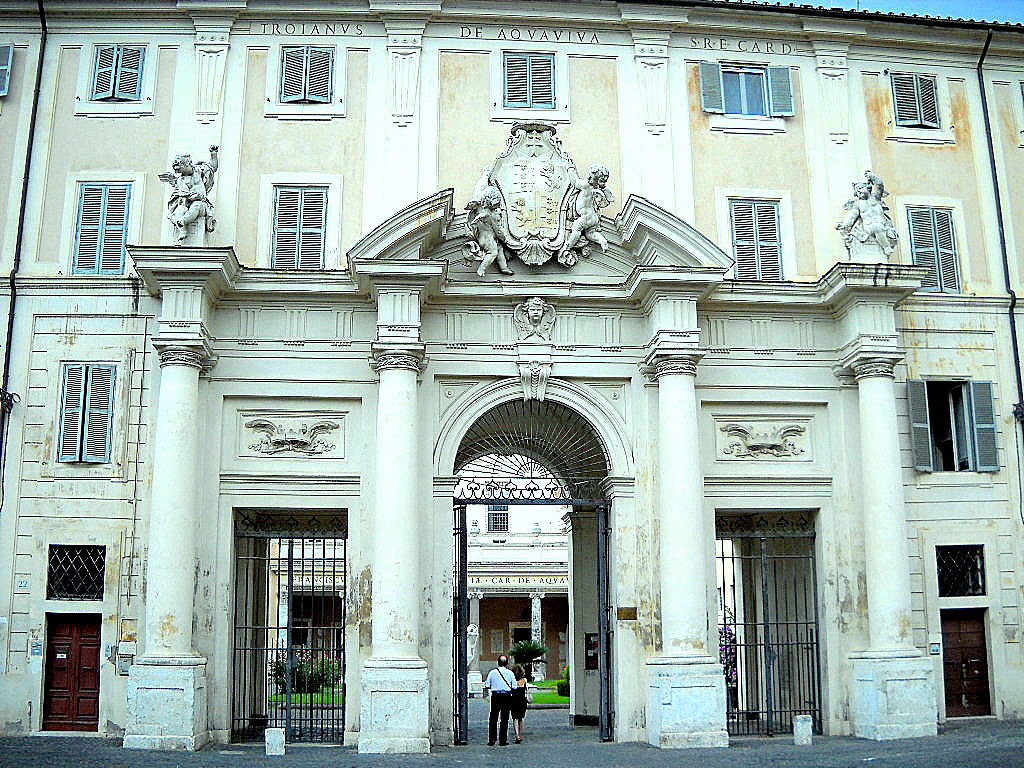
Eingang der Basilika

## Ausstattung

### Mosaiken in der Apsis

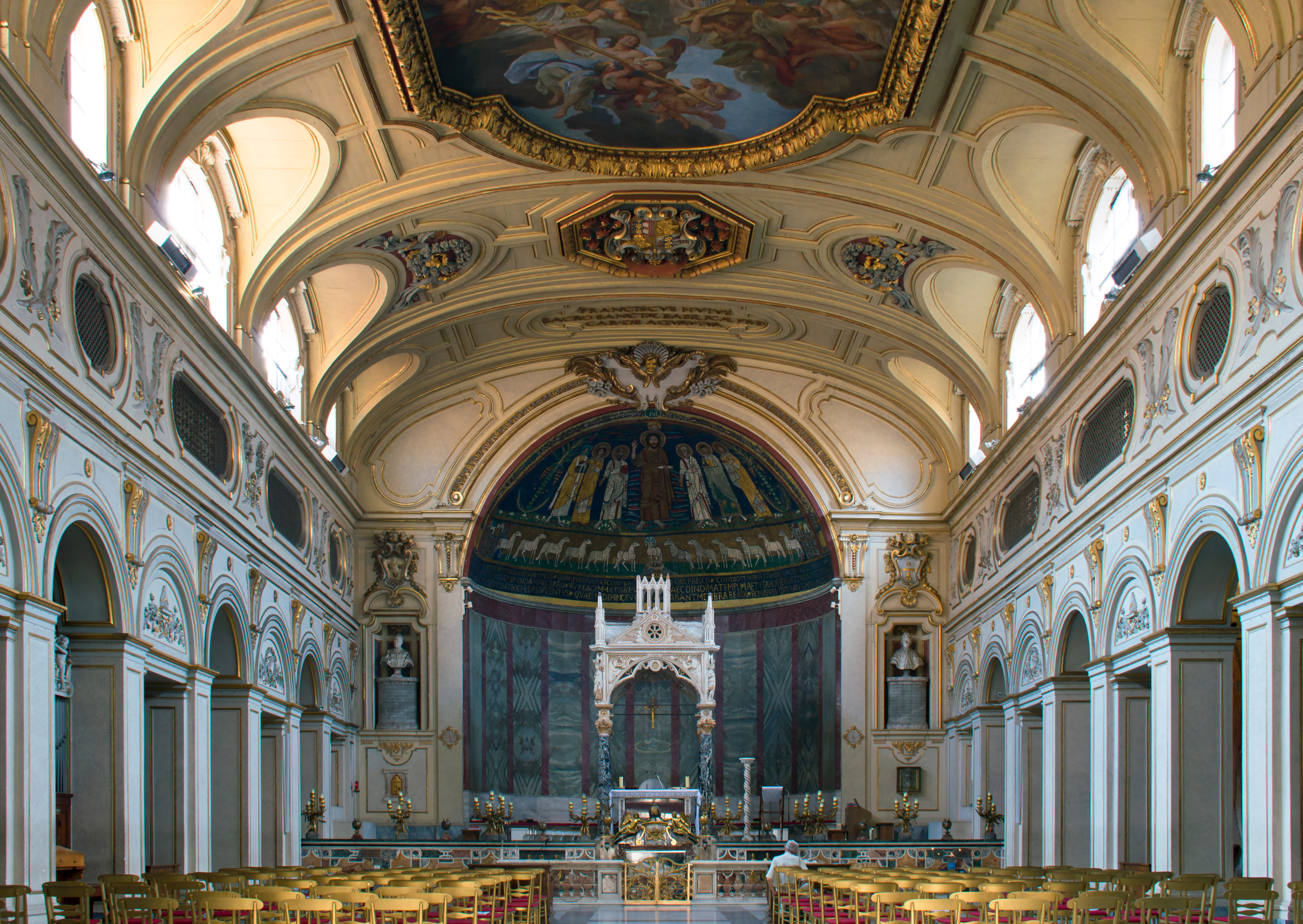
Innenraum der Kirche

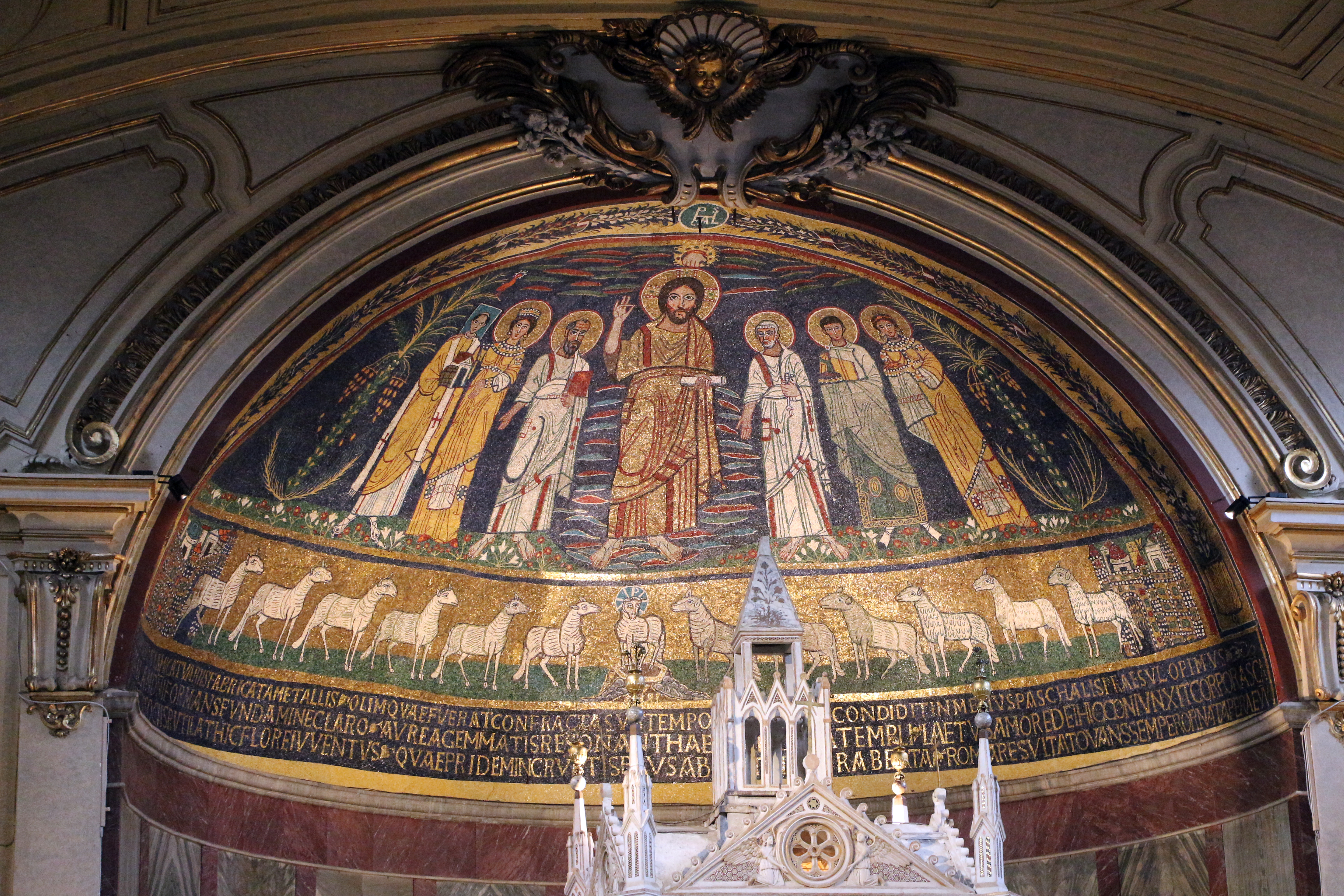
Apsismosaik

Die Mosaiken in der Apsiskalotte und am Apsisbogen stiftete Papst Paschalis um 820. In der Apsis ist Christus als Pantokrator dargestellt. Vor dunkelblauem Hintergrund schwebt Christus über einen bunten Wolkenteppich herab, über ihm die Hand Gottes, des Vaters mit Lorbeerkranz. Christus ist links umgeben von Paulus (mit Buch), Cäcilia (mit Diadem) und dem Stifterpapst Paschalis mit dem quadratischen Nimbus eines noch Lebenden (mit Kirchenmodell) sowie auf der rechten Seite von Simon Petrus (mit Schlüsseln), Valerianus (mit Märtyrerkrone auf verdeckten Händen) und einer weiblichen Heiligen (ebenfalls mit Märtyrerkrone), wahrscheinlich Agatha als Schutzpatronin des von Paschalis gegründeten Klosters neben der Basilika. Die Stellung der Titelheiligen zwischen Paulus und Paschalis wird damit begründet, dass hier Cäcilia den Stifterpapst mit dem Kirchenmodell zu Christus geleitet und ihm ihre rechte Hand auf die Schulter gelegt habe. Früher wurde auch die Meinung vertreten, Cäcilia sei neben ihrem Mann Valerianus am Ende der rechten Reihe abgebildet. Am Rand des Mosaiks steht je eine fruchttragende Palme, auf der linken Seite über dem Stifterpapst mit einem Phönix (als Symbol der Auferstehung). Auf dem Scheitel des Unterzugs ist das Monogramm des Stifters zu sehen. Im unteren Register ziehen je sechs Lämmer, die Apostel symbolisierend, aus den edelsteingeschmückten Städten Jerusalem (links) und Betlehem (rechts) zu dem Lamm Gottes in der Mitte. Unter dem Lämmerfries verläuft die Widmungsinschrift. Von dem Mosaik am Apsisbogen (um 820) sind nur noch Reste erhalten; die Thematik ist aber durch zeitgenössische Abbildungen bekannt: Die zwischen zwei Engeln thronende Mutter Gottes mit Kind nimmt die Huldigung von je fünf heiligen Jungfrauen (mit Krone und Nimbus) entgegen. In den Zwickeln darunter waren die vierundzwanzig Ältesten mit ihren Kronen dargestellt.

### Ziborium
Das Altarziborium über dem Hauptaltar schuf Arnolfo di Cambio 1293. Auf einem kleinen Pfeiler wurde die Inschrift HOC OPVS FECIT ARNVLFVS gefunden. Die vier Säulen aus schwarz-weißem Marmor, die den mit Fialen bekrönten Überbau tragen, stammen noch von dem Ziborium der Basilika des 9. Jahrhunderts. Auf den vier Ecksockeln stehen die kunstvoll gearbeiteten Statuen der Titelheiligen Cäcilia (mit Märtyrerkrone), ihres Mannes Valerianus (in militärischer Kleidung), Tiburtius (zu Pferd) und Papst Urban (im Ornat). In den acht Zwickeln sind zwei Propheten (mit Schriftbändern), die vier Evangelisten (mit ihren Symbolen) und zwei kluge Jungfrauen (mit brennenden Fackeln) dargestellt. Dieses Werk di Cambios zeichnet sich aus durch die etwa gleichwertige Behandlung von skulpturalen und architektonischen Elementen. Neben dem Ziborium steht ein Osterleuchter, den Kosmatenkünstler um 1250 gearbeitet haben.

### Confessio
In der Confessio unter dem Altar befindet sich die Liegefigur der heiligen Cäcilia aus weißem Marmor von Stefano Maderno von 1599/1600. Der Leichnam in antiken Gewändern und mit verschleiertem Gesicht ist in der Haltung dargestellt, in der er bei der Öffnung des Sarges im Jahr 1599 gefunden worden sein soll. Bereits nach ihrer Aufstellung gehörte die Statue zu den berühmtesten ihrer Zeit. Die einfache und naturnahe Art der Darstellung durch Maderno gilt als Überwindung des Manierismus und als Ankündigung klassischer Strömungen.
Das zentrale Deckenfresko des Mittelschiffs wurde von Sebastiano Conca um 1725 geschaffen; es zeigt die Apotheose der heiligen Cäcilia. Am Ende des nördlichen Seitenschiffs liegt das Grabmal des Kardinals Mariano Rampolla del Tindaro; es wurde von Enrico Quattrini entworfen.

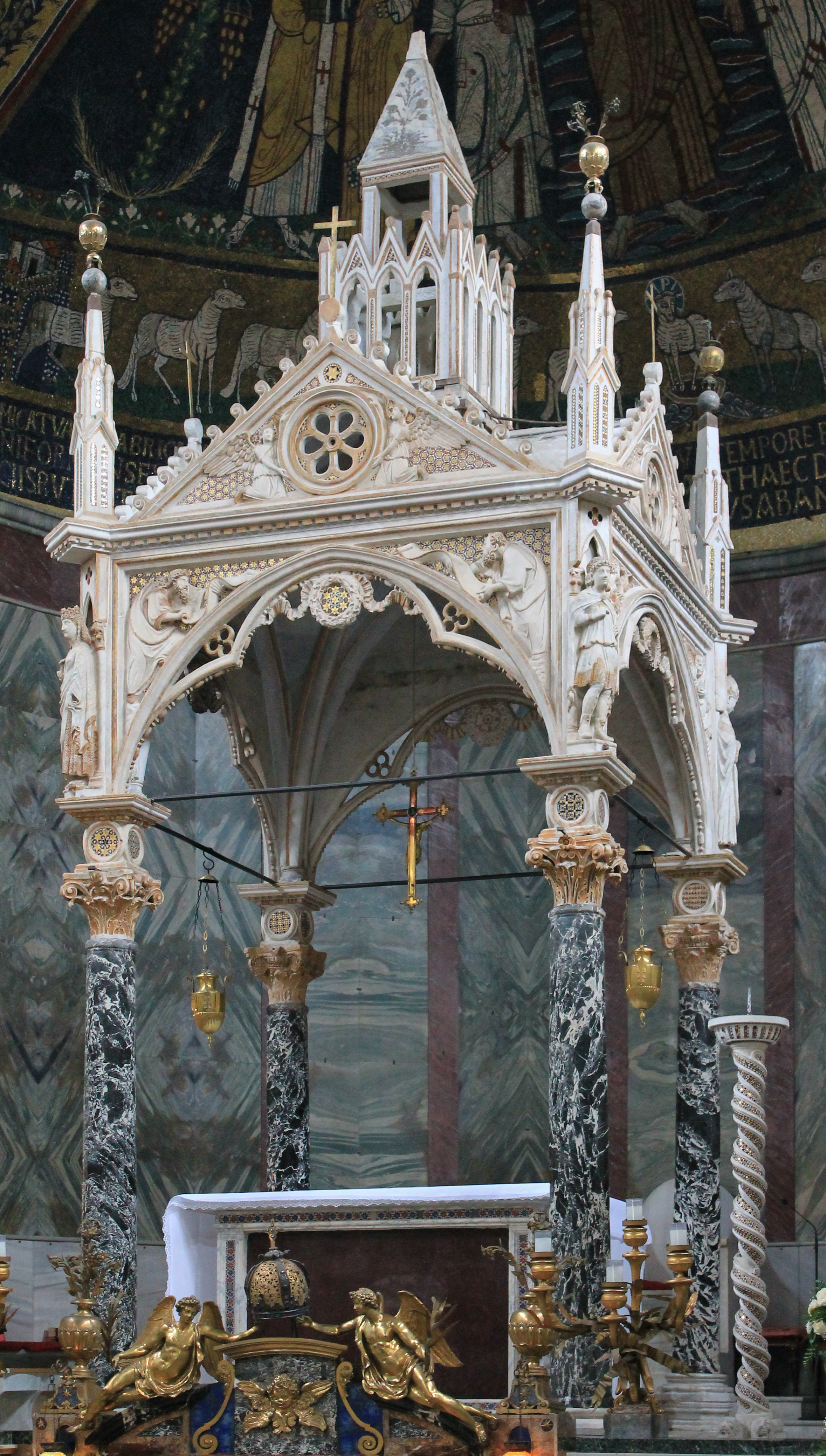
Ziborium von Arnofo di Cambio
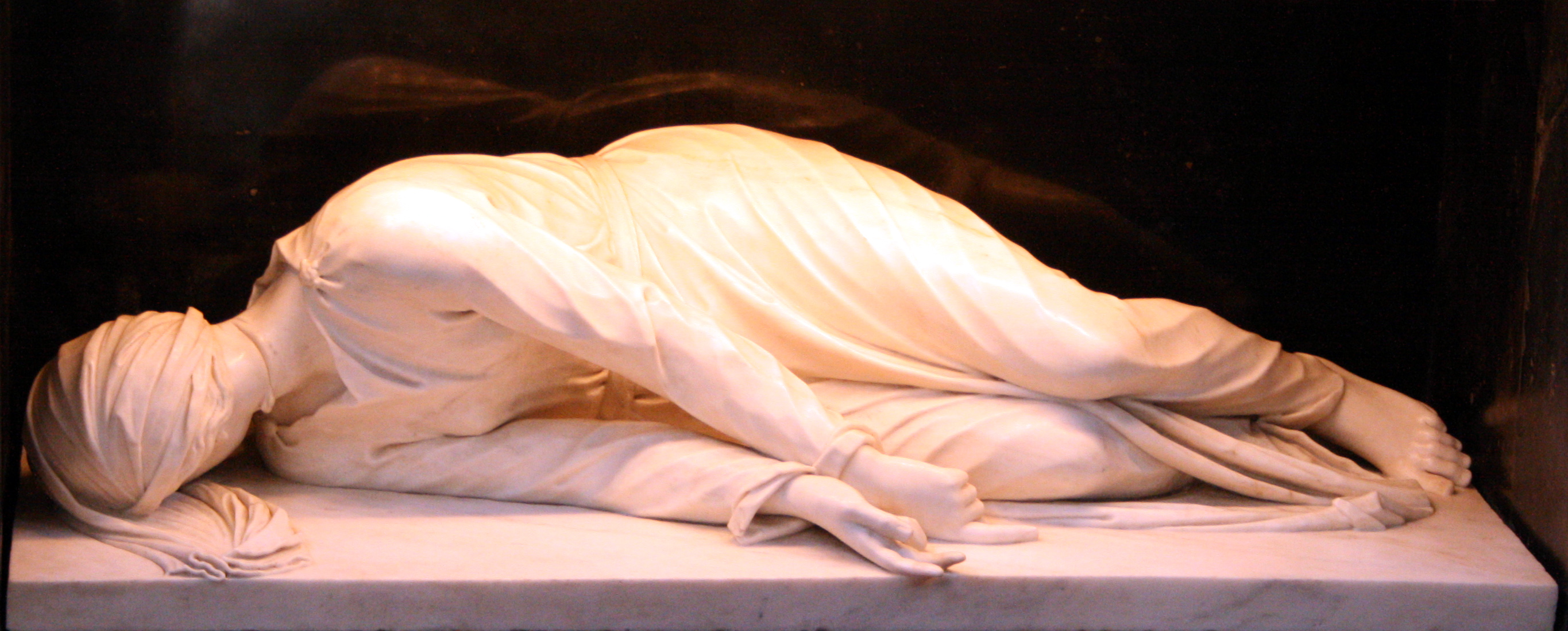
Skulptur der hl. Cäcilia von Stefano Maderno
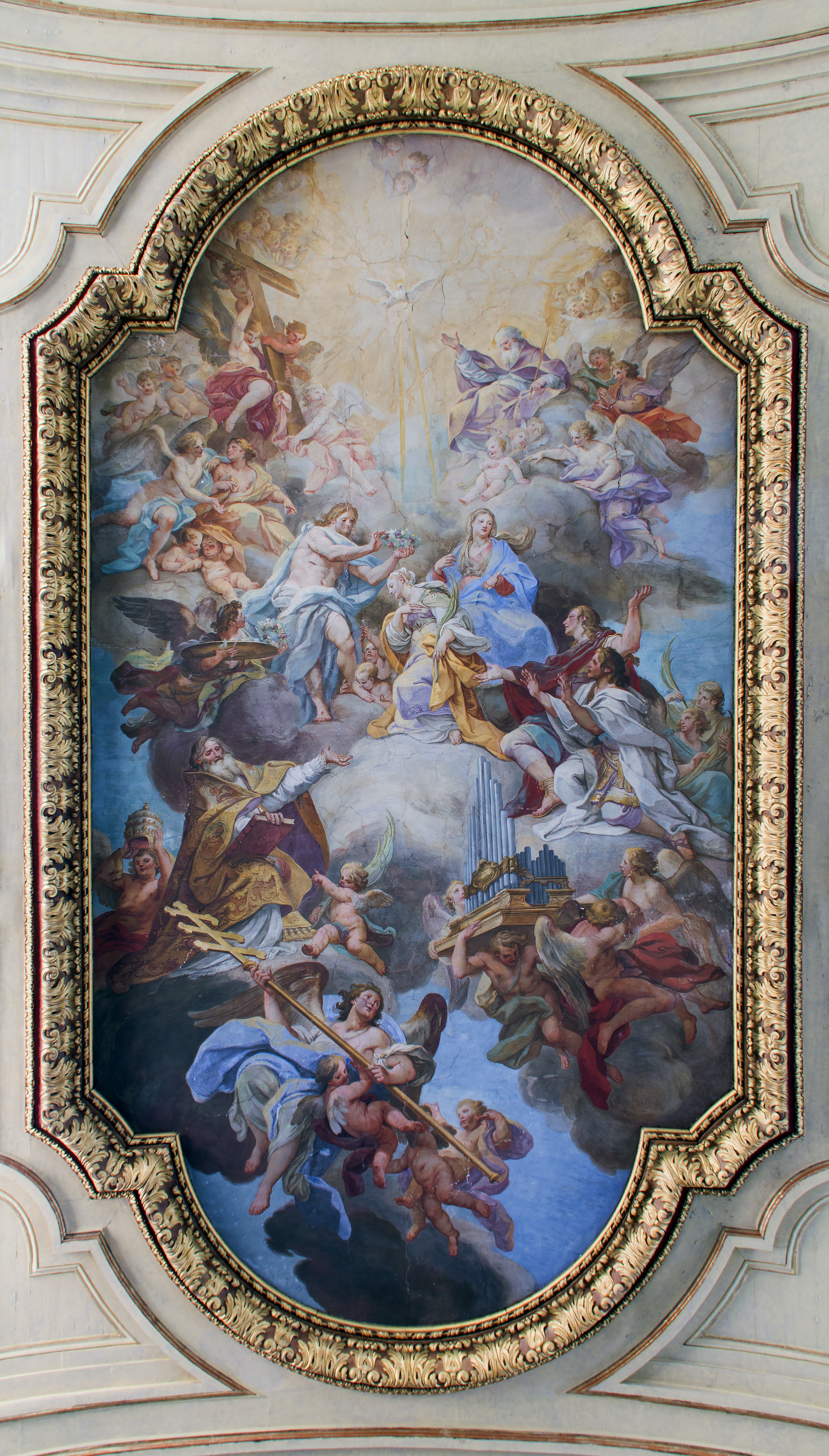
Deckenfresko von Sebastiano Conca im Mittelschiff

### Fresko im Nonnenchor

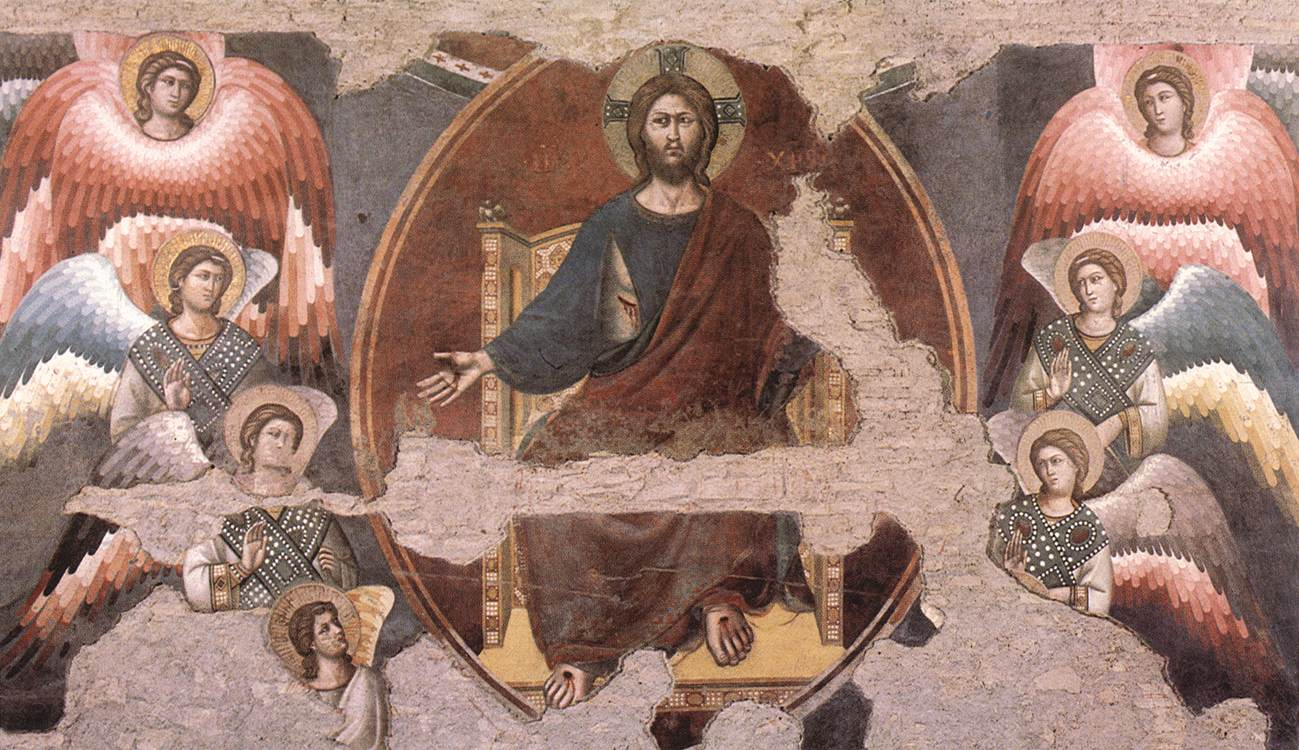
Jüngstes Gericht von Pietro Cavallini (Detail)

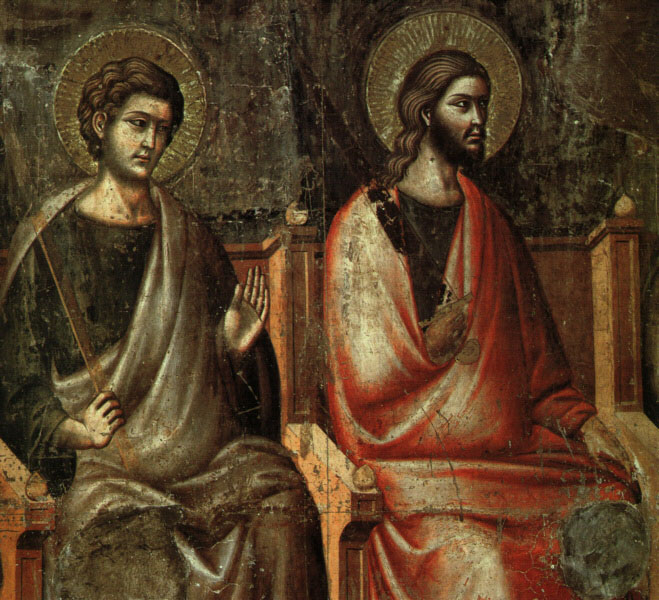
Fresko des Jüngsten Gerichts von Pietro Cavallini im Nonnenchor, Detail

Auf der inneren Eingangswand der Basilika sind Fragmente eines kunstgeschichtlich bedeutsamen Freskos von Pietro Cavallini aus dem Jahr 1293 erhalten geblieben. Von der monumentalen Wandmalerei (ca. 13 m hoch) mit einer Darstellung des Jüngsten Gerichts wurde der untere Teil durch den 1527 erfolgten Einbau eines Nonnenchors zerstört. Im mittleren von ursprünglich drei Registern ist Christus als Weltenrichter dargestellt; mit dem Kreuznimbus geschmückt sitzt er auf dem Herrscherthron und zeigt seine Wundmale. Sein Bild wird besonders hervorgehoben durch eine Mandorla, die von beiderseits zwei Seraphimen (mit sechs Flügeln), zwei Cherubimen (mit vier Flügeln) und zwei gewöhnlichen Engeln gehalten wird. Zu seiner Seite stehen die Gottesmutter Maria und Johannes der Täufer als Fürbitter; im Anschluss daran sitzen auf beiden Seiten die zwölf Apostel auf Thronsesseln, die meisten mit dem Attribut ihres Martyriums in der Hand. Bemerkenswert ist, dass Pietro Cavallini hier in der westlichen Malerei erstmals eine perspektivische Ansicht bietet und die unterschiedlichen Charaktere der Apostel in ihren Gesichtern deutlich macht.
Der Nonnenchor gehört zur Klausur der Benediktinerinnen in dem Kloster auf der linken Seite der Basilika; deshalb ist der Zugang nur zu bestimmten Zeiten möglich. Ebenfalls zur Klausur gehört der um 1100 errichtete Kreuzgang, in dem römische Marmorarbeiten des 12. und 13. Jahrhunderts zu sehen sind.

## Ausgrabungen und neue Krypta
Im linken Seitenschiff befindet sich hinten der Zugang zu den Ausgrabungen und zu der neuen Krypta. Bei Ausgrabungen unter der Kirche war man auf die Mauern von mehreren römischen Häusern gestoßen, die im 4. Jahrhundert wahrscheinlich zu einem Gebäude zusammengeschlossen wurden, woraus dann die frühchristliche ecclesia domestica entstand. Bei den (mit Eintrittskarte) zugänglichen unterirdischen Räumen handelt es sich u. a. um eine römische Gerberei oder um einen Vorratskeller für Getreide, einen Raum mit fünf Sarkophagen, ein Atrium mit dem Relief einer Minerva sowie das antike Bad (balneum), nach der Überlieferung der Ort des Martyriums der heiligen Cäcilia.
Die neue Krypta wurde um 1900 von G. B. Giovenale als großer rechteckiger Saal in historisierenden Formen ausgebaut, mit Segelgewölben über zwölf freistehenden und achtzehn an die Wände angelehnten Marmorsäulen. An den Schmalseiten befinden sich die Kapellen der hl. Cäcilia und der hl. Agnes, die mit Mosaiken im Beuroner Stil gestaltet sind. An der Stirnwand wurde die bisher vermauerte Confessio geöffnet, so dass man die Urnen der Märtyrer sehen kann.

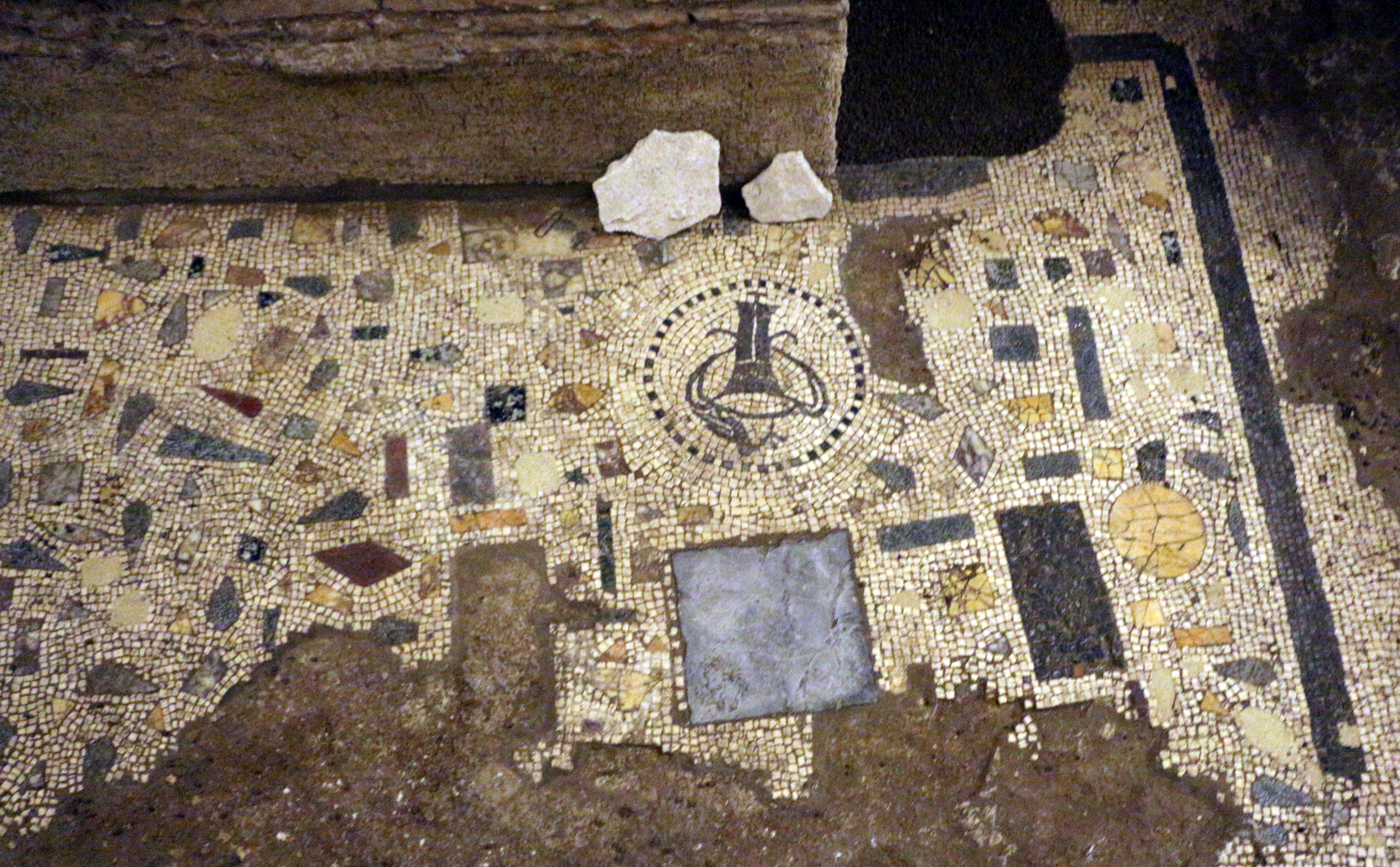
Römischer Fußboden des 2. Jahrhunderts
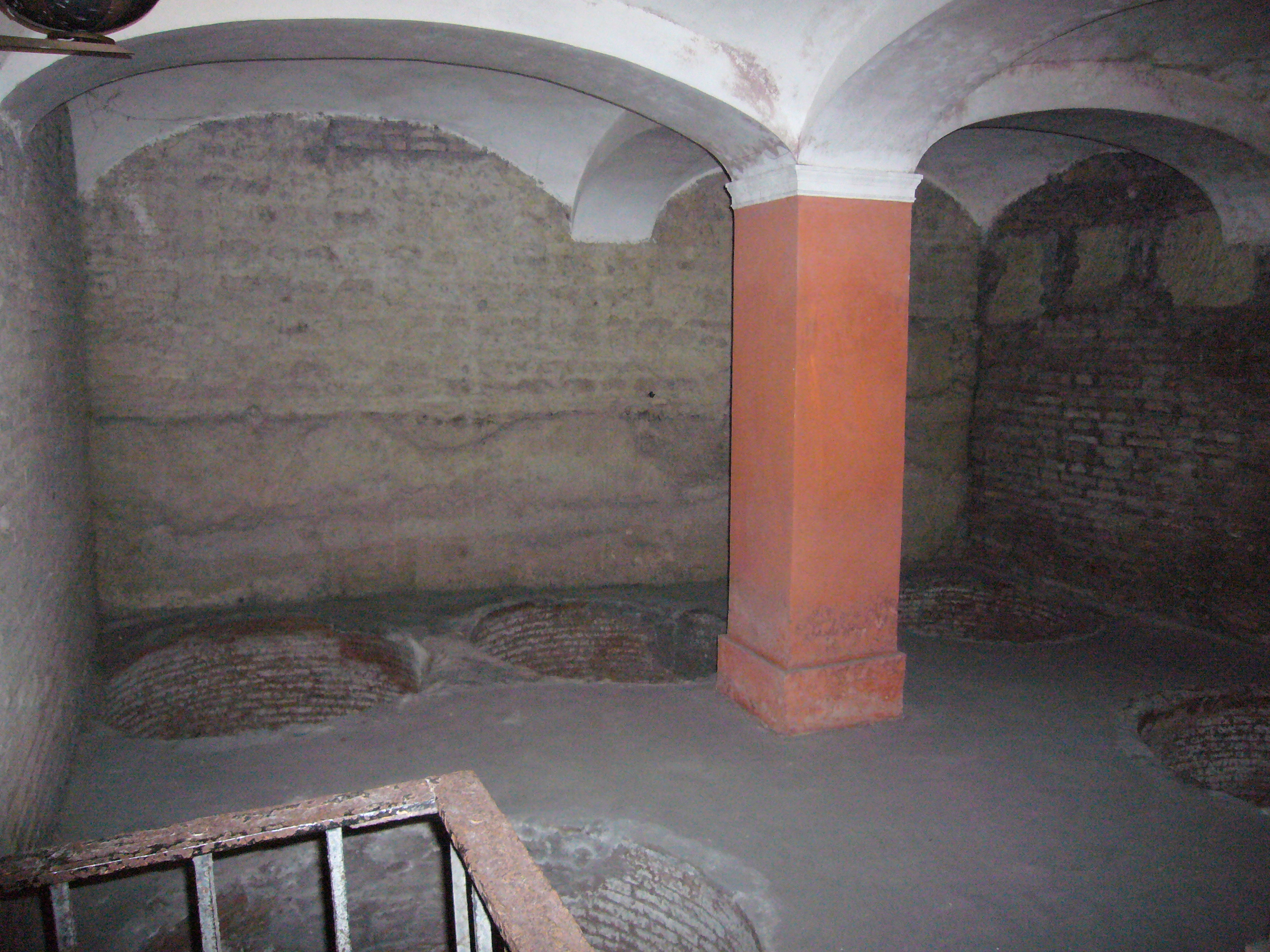
Vorratskeller oder Gerberei des 4. Jahrhunderts
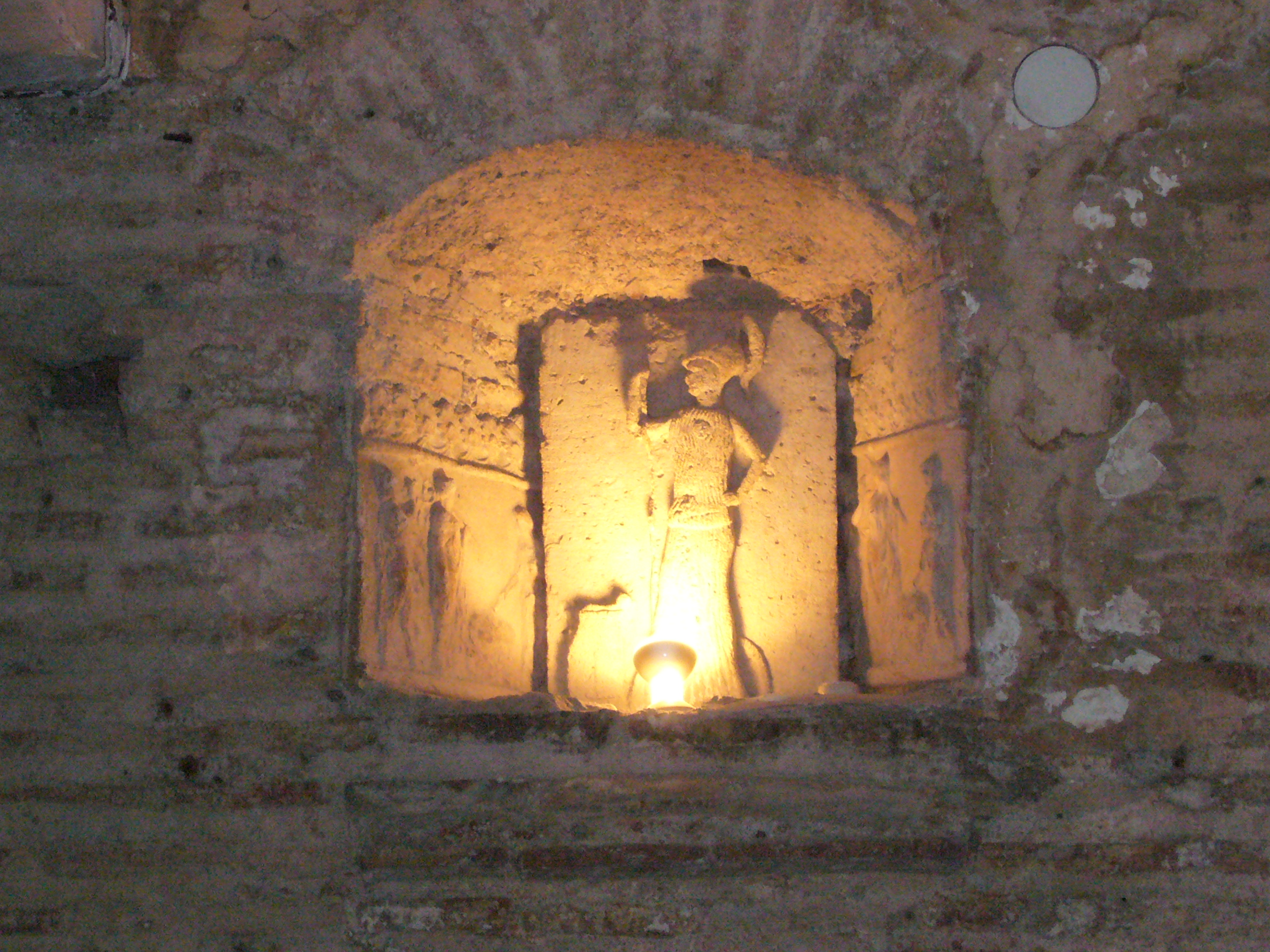
Minerva im römischen Wohnhaus des 4. Jahrhunderts
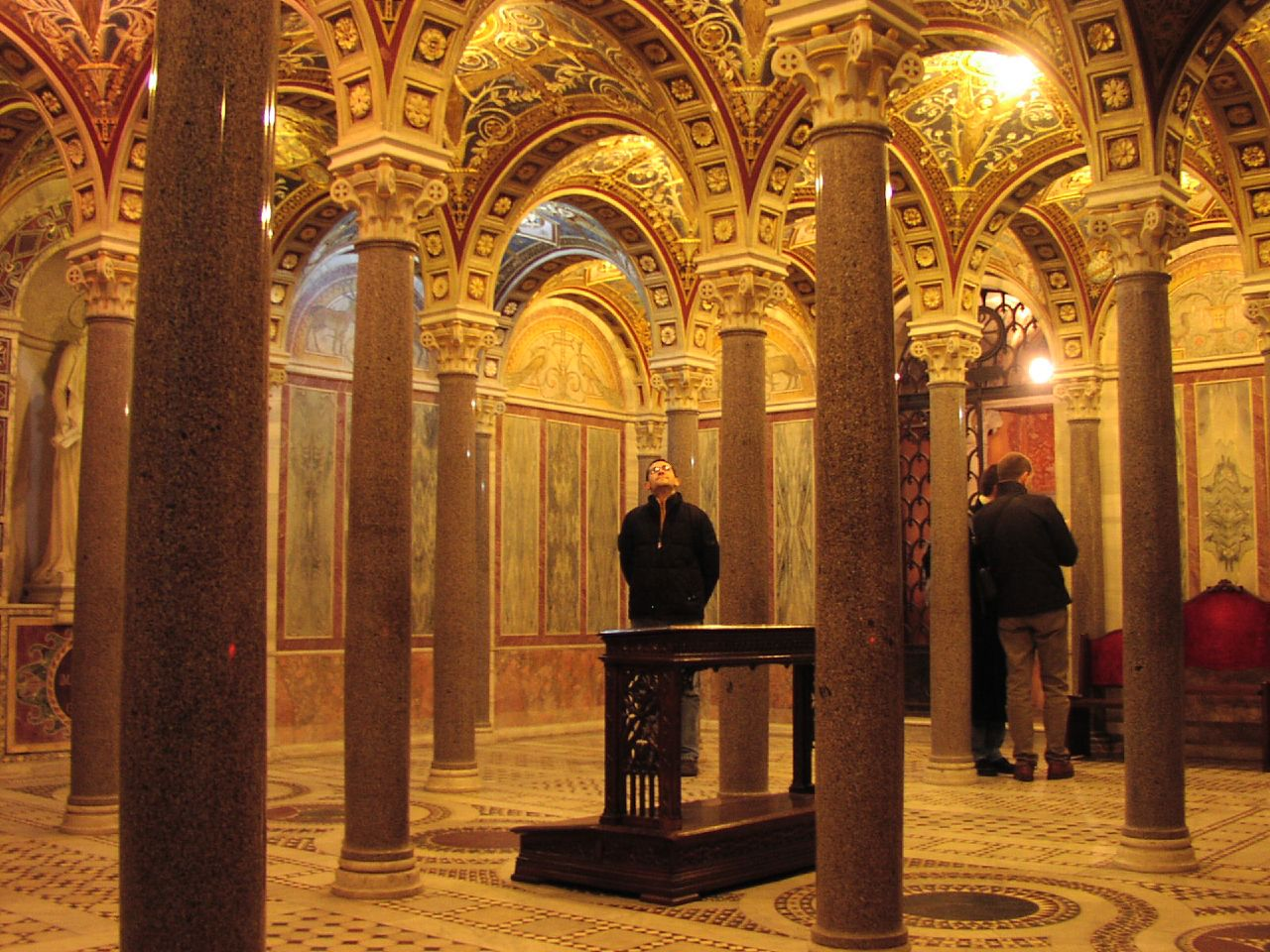
Neue Krypta

## Stationskirche und Kardinalpriester
Die Basilika ist Stationskirche am Mittwoch der zweiten Fastenwoche.
Kardinalpriester von Santa Cecilia in Trastevere ist seit 2014 Gualtiero Bassetti (Stand: November 2020).
- siehe auch Liste der Kardinalpriester von Santa Cecilia in Trastevere